# Rolls-Royce Griffon
«Роллс-ройс Грифон» (англ. Rolls-Royce Griffon) — 37-ми літровий, поршневий, 12-ти циліндровий, V-подібний авіаційний двигун з рідинним охолодженням британської компанії Rolls-Royce Limited. Розробки авіаційного двигуна розпочались у 1938 році на замовлення Повітряних сил флоту Великої Британії для літака Fairey Firefly. Двигун зарекомендував себе дуже добре і з часом проектувальники запропонували використати цей рушій для основного винищувача Повітряних сил Великої Британії — «Спітфайра».

## Застосування

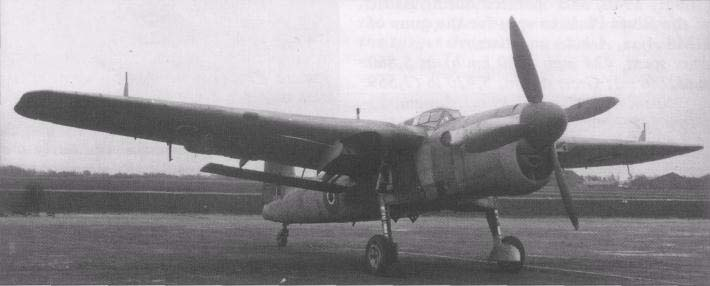
Британський палубний одномоторний торпедоносець/пікіруючий бомбардувальник Fairey Barracuda з двигуном «Роллс-ройс Грифон»

| - Avro Shackleton - Blackburn B-54 - Bristol Beaufighter - CAC CA-15 - Fairey Barracuda - Fairey Firefly - Folland Fo.108 - Hawker Fury | - Hawker Henley - Hawker Tempest Mk III/IV - Martin-Baker MB 5 - Supermarine Seafang - Supermarine Seafire - Supermarine Seagull - Supermarine Spiteful - Supermarine Spitfire |